# St. Briccius (Magdeburg)

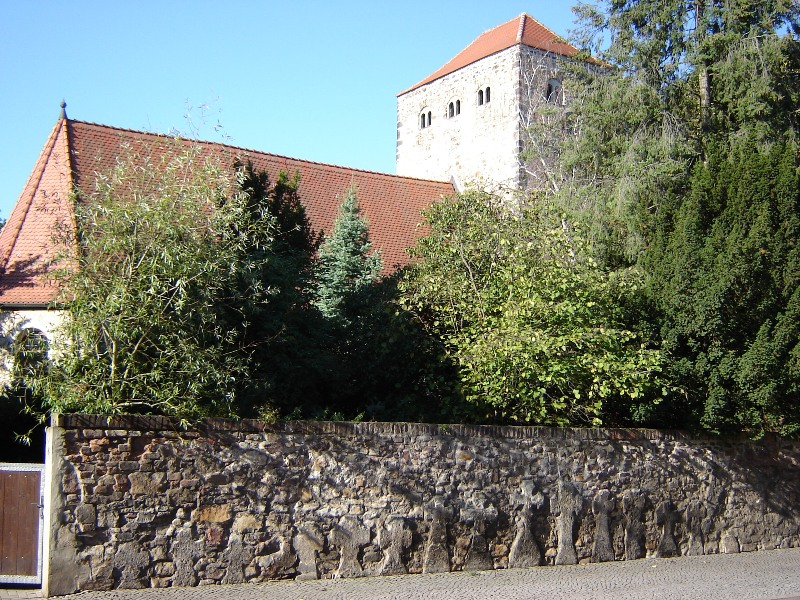
St. Briccius von Norden; Einfriedung mit Steinkreuzen

Die evangelische Kirche St. Briccius liegt im Südwesten des Magdeburger Stadtteils Cracau.

## Geschichte
Die Kirche besteht aus dem querrechteckigen Westturm aus romanischer Zeit und dem im Vergleich mit dem Turm wesentlich niedrigerem, aber gleich breiten Kirchenschiff, das nach Osten hin einen dreiseitigen Abschluss findet. Der Turm trägt ein flaches Walmdach, während das Kirchenschiff mit einem spitzen Satteldach gedeckt ist.
Die heutige Kirche entstand nach der Zerstörung des Vorgängerbaus aus dem 12. Jahrhundert, die dieser während des Dreißigjährigen Krieges erlitten hatte. Der Wiederaufbau erfolgte auf einem etwas nördlicher gelegenen Standort und wurde am 9. Juli 1661 mit der Weihe abgeschlossen. Schutzpatron wurde wie bei der ersten Kirche, die von holländischen Siedlern erbaut worden war, der heilige Briccius.

## Bauwerk

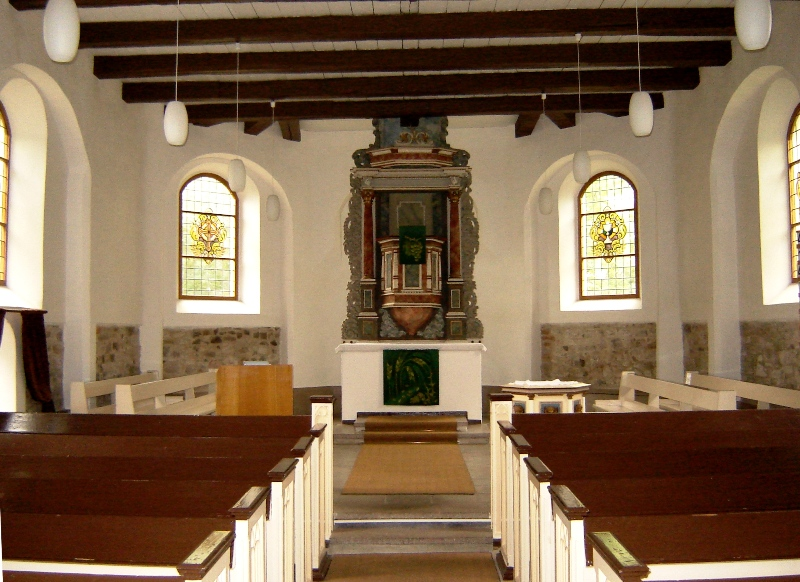
Innenraum nach Osten

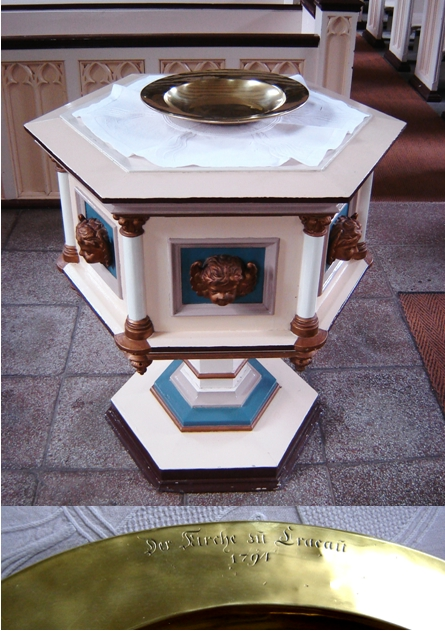
Taufstein

### Äußeres
Beim Neubau wurde ein noch vorhandener Wehrturm aus dem 12. Jahrhundert einbezogen, den man als Kirchturm umfunktionierte. Er ist aus Bruchsteinen der Plötzkyer Steinbrüche errichtet worden, wobei die Seitenkanten aus Sandstein gebildet wurden. Seine Eigenschaft als Wehrturm ist noch heute an den hoch angesetzten Einstiegsluken zu erkennen. Das Glockengeschoss ist rundum mit doppelbögigen Schallfenstern versehen. Das heute vorhandene westliche Turmportal wurde erst 1907 eingebaut.

### Inneres
Das Kirchenschiff, als einfacher Saalbau errichtet, wurde ebenfalls aus Bruchsteinen aufgemauert. Nord- und Südseite sind mit jeweils vier Rundbogenfenstern versehen. Während des Zweiten Weltkrieges wurde die Südseite durch Bombentreffer stark beschädigt. Der heute weiß getünchte Innenraum ist mit einer flachen Holzdecke versehen, und die Fenster liegen in tiefen Nischen. An der Westseite ist eine Empore angebracht, Rest einer ehemals hufeisenförmigen Empore.

### Ausstattung
Der Kanzelaltar wurde in der zweiten Hälfte des 17. Jahrhunderts geschaffen und ist mit korinthischen Säulen verziert.
Der hölzerne, sechseckige Taufstein stammt aus der Zeit des Barock, er ist mit geflügelten Engelsköpfen geschmückt. 2006 kehrte eine längst vergessene Taufschale in die Kirche zurück. Der aus Messing getriebene und mit der Inschrift „Der Kirche zu Cracau 1794“ versehene sakrale Gegenstand musste wahrscheinlich während des Ersten Weltkrieges an eine Buntmetallsammelstelle abgegeben werden. Sie wurde jedoch nicht eingeschmolzen, sondern gelangte in die Hände eines privaten Sammlers. Seine Nachkommen gaben nach fast einem Jahrhundert die Schale an die Kirchengemeinde zurück.
1960 wurde von der Potsdamer Orgelmanufaktur Alexander Schuke als Opus 311 eine neue Orgel mit sieben Registern auf einem Manual und Pedal eingebaut, die man mit dem alten frühklassizistischen Prospekt verblendete. 
Das Kirchengelände ist im Westen und Norden mit einer Bruchsteinmauer umgeben. Bei der Errichtung der Nordseite wurden fünfzehn steinerne Grabkreuze aus dem 14. und 15. Jahrhundert mit eingelassen. Nördlich der Kirche befindet sich das 1922 errichtete Kriegerdenkmal Cracau.

## Steinkreuze
In der nördlichen Kirchhofsmauer sind in der äußeren Seite 15 eingemauerte Steinkreuze aus Sandstein enthalten. Diese dienten wahrscheinlich vor ihrer Einmauerung als Grabsteine. Die Steinkreuze weisen eine starke Ähnlichkeit mit den Steinkreuzen von Havelberg, Bad Salzelmen und Stendal auf, was eine Entstehung in der ersten Hälfte des 15. Jahrhunderts hindeutet. Die erhaltene Inschrift des Kreuzes IX wiederum deutet für die Entstehung der Kreuze eher auf die zweite Hälfte des 14. Jahrhunderts. Die genaue Höhe der einzelnen Kreuze ist unbekannt, da angenommen wird, dass sie zum Teil bei der Wiederverwendung beim Einmauern an die Erfordernisse angepasst wurden. Auch wird vermutet, dass auf den Rückseiten Inschriften erhalten sind.
Kreuz I
Kreuz I ist ein gotisches Steinkreuz mit sich gering verbreiternden Armen. Die Höhe des Kreuzes beträgt 56 cm über dem Pflaster und die Breite maximal 43 cm. Auf Pflasterhöhe beträgt die Breite des Schaftes 36 cm. In den vier Winkeln befinden sich vertieft liegende Armstützen.
Kreuz II
Das Kreuz II enthält in den Minuskeln eine Inschrift, die nicht mehr lesbar ist. Eine Abschrift eines Teils der Inschrift Ende der 1950er Jahre ist aber erhalten geblieben. Das Kreuz erhebt sich 71 cm über das Pflaster und ist 46 cm breit. Der Schaft ist auf Pflasterhöhe 33 cm breit. Die Armstützen liegen nur gering vertieft. In den 1950er Jahren war noch ein Teil der Inschrift lesbar und wurde überliefert.
Kreuz III
Beim Kreuz III handelt es sich um ein lateinisches parallelkantiges Kreuz. Der sich verbreiternde Schaft beträgt auf Pflasterhöhe 34 cm. Insgesamt ist das Kreuz 61 cm hoch und 45 cm breit.
Kreuz IV
Das Kreuz IV ist insgesamt 73 cm hoch und 45 cm breit. Es handelt sich dabei um ein gotisches Kreuz mit parallelen Kanten. Der Schaft verbreitert sich nach unten ebenfalls und ist auf Pflasterhöhe 33 cm breit.
Kreuz V
Insgesamt ist das Kreuz V 73 cm hoch und 53 cm breit. Der Schaft ist auf Pflasterhöhe 41 cm breit. Vom Aussehen her ähnelt es den Kreuzen III und IV. Es wird bei allen drei Kreuzen vermutet, dass der eigentliche Fuß der Kreuze unterhalb der Pflasterhöhe in der Mauer vorhanden ist.
Kreuz VI
Das Kreuz VI ähnelt ebenfalls den Kreuzen III und IV. Die Nasen an den Armen sind besser erhalten. Insgesamt ist das Kreuz 78 cm hoch und 48 cm breit. Auf Pflasterhöhe ist der Schaft 41 cm breit.
Kreuz VII
Beim Kreuz VII handelt es sich um ein griechisches Tatzenkreuz mit Nasenresten. Insgesamt ist das Kreuz 102 cm hoch und 44 cm breit. Auf Pflasterhöhe beträgt die Schaftbreite 42 cm. Da der Schaft nur 2 cm schmaler ist als die Gesamtbreite, wird angenommen, dass der Schaft vollständig sichtbar ist.
Kreuz VIII
Kreuz VIII ist von der Gestaltung ähnlich dem Kreuz VII. Am Übergang zwischen dem unteren Arm des Kreuzes und dem eigentlichen Schaft ist eine Bruchstelle erkennbar. Der eigentliche Fuß des Kreuzes wird ebenfalls noch im Boden vermutet. Auf Pflasterhöhe beträgt die Breite des Schaftes 52 cm und insgesamt ist das Kreuz 107 cm hoch und 61 cm breit.
Kreuz IX
Auch das Kreuz IX ist ein griechisches Kreuz in gotischer Form, das über ein Queroval auf dem Schaft sitzt. Das Kreuz hat eine Höhe von 123 cm und eine Breite von 57 cm. 15 cm des eigentlichen Fußes sind bei diesem Kreuz erkennbar. Trotz voranschreitender Verwitterung ist ein Großteil der Inschrift erhalten geblieben.
Kreuz X
Das Kreuz X ist insgesamt 118 cm hoch und 55 cm breit. Es handelt sich um ein mit gotischen Nasen verziertes lateinisches Kreuz. Der Schaft ist 21 cm breit und verbreitert sich beim Fuß auf Pflasterhöhe auf 38 cm. Spuren einer Inschrift sind noch erkennbar, aber weder lesbar noch überliefert.
Kreuz XI
Beim Kreuz XI handelt es sich um ein gotisches Kreuz mit vier gleich großen Armen mit einer Breite von 42 cm. Auf Höhe 62 cm über Pflaster geht der untere Arm in den Schaft über und verbreitert sich dabei von 18 cm auf 48 cm. Insgesamt ist das Kreuz 107 cm hoch.
Kreuz XII
Das Kreuz XII ist insgesamt 108 cm hoch und 43 cm breit. Es handelt sich um griechisches Tatzenkreuz auf einem Schaft von nahezu stumpfwinkliger Form. Der Übergang von Fuß und Schaft weist die gleiche Breite wie die Kreuzarme auf.
Kreuz XIII
Das Kreuz XIIII ist ein parallelkantiges griechisches Kreuz von 48 cm × 48 cm Größe. Die Arme sind jeweils 15 cm breit. Der untere Arm geht in einen sich stark verbreiternden Schaft über. Teile des Fußes sind erkennbar und gehen tiefer in den Boden hinein. Insgesamt ist das Kreuz 88 cm hoch und 49 cm breit.
Kreuz XIV
Das Kreuz XIV ist ein griechisches Tatzenkreuz mit gotischen Nasen und 2 cm tiefer liegenden Armstützen. Der Schaft verbreitert sich wie beim Kreuz XI und hat auf Pflasterhöhe eine Breite von 36 cm. Insgesamt ist das Kreuz 88 cm hoch und 43 cm breit.
Kreuz XV
Das Kreuz XV wurde sehr hoch in der Mauer eingearbeitet und ist daher vollständig samt Fuß erkennbar. Die Unterkante des Fußes befindet sich 60 cm über der Pflaster. Ob es sich um ein parallelkantiges lateinisches Kreuz oder ein griechisches mit einer Höhe von 106 cm und einer Breite von 43 cm. Der Kreuzfuß verjüngt sich gegenüber dem Schaft leicht. Die breiteste Stelle des Fußes ist identisch mit der Breite der Kreuzarme. Das Kreuz enthielt eine Inschrift, die nicht mehr lesbar ist. Ein Teil der Inschrift wurde überliefert.